# Budge Manzia
Budge Manzia (ur. 24 września 1994) – piłkarz kongijski grający na pozycji pomocnika. Od 2017 jest zawodnikiem klubu Sigma Ołomuniec.

## Kariera klubowa
Swoją karierę piłkarską Manzia rozpoczął w klubie Shark XI z Kinszasy. W 2012 roku zadebiutował w jego barwach w lidze Demokratycznej Republiki Konga. Następnie w sezonie 2013/2014 grał w tunezyjskim Étoile du Sahel. W 2014 przeszedł do Dukli Praga. W 2015 wypożyczono go do Baníka Sokolov. W 2017 trafił do Sigmy Ołomuniec.

## Kariera reprezentacyjna
W reprezentacji Demokratycznej Republiki Konga Manzia zadebiutował w 2012 roku. W 2013 roku został powołany do kadry na Puchar Narodów Afryki 2013.